# Sœurs de la charité de Thrissur
Ne doit pas être confondu avec Sœurs de la Sainte Famille de Thrissur.
Les sœurs de la charité de Thrissur  (en latin : Congregatio Sororum a Caritate) est une congrégation religieuse féminine enseignante et hospitalière de rite syriaque oriental et de droit pontifical. 

## Histoire
La congrégation est fondée le 21 novembre 1944 à Chowannur (en) par le Père Augustin Jean Ukken (1880-1956) prêtre de l'Église catholique syro-malabare, sous le nom de sœurs de la charité à l'imitation de saint Vincent de Paul. La communauté est érigée canoniquement le même jour par George Alapatt (en), évêque de l'archéparchie de Thrissur (en). Les premières sœurs sont préparées à la vie religieuse par les sœurs de la Mère du Carmel et les sœurs des démunis.
L'institut est agrégé aux frères mineurs capucins le 7 novembre 1966 et les sœurs changent alors leur nom pour celui de sœurs de la charité de saint François d'Assise. Leurs constitutions, basées sur la règle du Tiers-Ordre régulier de saint François, sont approuvées en 1970. Le chapitre général de 1991 décide de reprendre le titre original de sœurs de la charité. L'institut est reconnu de droit pontifical le 18 mai 1995.

## Activités et diffusion
Les sœurs se consacrent à l'enseignement, au soin des orphelins et des malades et à l'apostolat de la presse catholique.
La maison-mère est à Thrissur. 
En 2015, la congrégation comptait 812 sœurs dans 106 maisons.